# 空灵岸
空灵岸是中国湖南省天元區的一個傳統地域名稱，为位于今天元区南部雷打石鎮湘江江岸的一處河灘。

## 概要
北魏期間酈道元《水經注》稱之為「空泠峽」，《梁書》稱之為「空靈城」，或作「空雲城」、亦作「空零城」，唐代诗人杜甫在晚年旅湘期间，停靠此处，寫有《次空靈岸》詩，空靈岸因此得名。而《一統志》則稱之為「空聆岸」。清朝文人张闻鷟亦著有《空灵岸志》二卷。
空灵岸陡崖上有空灵寺。其崖下湘江的不远处的江心有空洲岛，原为一沙洲。传说为观音菩萨阻群狮过江所射之箭入江而成。洪水不能淹没。今为水利工程的株洲航電樞紐工程所在。
过去，空灵岸由于风化作用、工程建设等原因，导致陡崖岩体开裂，近年来，在当地政府的综合治理下，空灵岸的危岩崩塌问题得到了一定程度的解决，而生态环境也有了较大的改观。